# スカイファイヤー
スカイファイヤー（Skyfire）は、スウェーデンのメロディックデスメタルバンドである。アンドレアス・エドルンドとマーティン・ハンナーのツインキーボードが特徴であった。

## 略歴
1995年にスウェーデンマルメヒュース県ヘーエーで、アンドレアス・エドルンド (G,Key)、マーティン・ハンナー (G,Key)、ヨナス・シェーグレン (B)、トビアス・ビョーク(Dr)の4人で結成。彼らは、同じ学校に通う学生であった。1997年末に、1stデモ『Within Reach』を作成した。この時のボーカルは、スウェーデンのブラックメタルバンド・ナグルファーの元ドラマー、マティアス・ホルムグレンであった。その後、オーディションでヘンリク・ヴェングレンがボーカリストとして加入した。
2ndデモ『The Final Story』を作成すると、これをきっかけにハンマーハート・レコードと契約。2001年に1stアルバム『Timeless Departure』をリリースしデビューを飾る。ドラマーのトビアス・ビョークが脱退し、新たにヨアキム・ヨンソンが加入し、2003年に2ndアルバム『Mind Revolution』をリリース。
アライズ・レコードに移籍し、2004年に3rdアルバム『Spectral』をリリースした。2005年、ヨナス・シェーグレンの脱退でマーティン・ハンナーがベースに転向し、ギタリストとしてヨハン・レインホルツが加入。2007年には、ボーカリストのヘンリク・ヴェングレンが脱退し、ヨアキム・カールソンが加入した。
2007年にアライズ・レコードからピヴォタル・ロッコーディングスに移籍し、2009年秋、4thアルバム『Esoteric』をリリース。リリース後、ピヴォタル・ロッコーディングスを離脱している。
2015年に中心人物の一人、アンドレアス・エドルンドが脱退した。
2017年8月、5年ぶり（デモテープを除けば8年ぶり）となる3rdEP『Liberation in Death』をCFLレコーディングスよりリリースした。

## メンバー

### 現メンバー
- ヨアキム・カールソン (Joakim Karlsson) - ボーカル (2007 - )

Still I Witherでも活動。
- ヨハン・レインホルツ (Johan Reinholdz) - ギター (2005 - )

ノンイグジスト、ダーク・トランキュリティ、アンドロメダでも活動。
- マーティン・ハンナー (Martin Hanner) - ベース・キーボード (1995 - )

現在在籍する唯一のオリジナルメンバー。3rdアルバム『Spectral』まではギター・キーボード担当であった。
ケイオス・フィーズ・ライフでも活動。
- ヨアキム・ヨンソン (Joakim Jonsson) - ドラムス (2001 - )

バンド活動初期はドラムスに加えてギターも兼任していた。
アクセンスター、Assailantでも活動。他バンドでは、ドラムやギター、ベース、シンセサイザーなども担当するマルチプレイヤーである。

### 元メンバー
- ヘンリク・ヴェングレン (Henrik Wenngren) - ボーカル (1998 - 2007)
- アンドレアス・エドルンド (Andreas Edlund) - ギター・キーボード (1995 - 2015)

ケイオス・フィーズ・ライフでも活動。
- ヨナス・シェーグレン (Jonas Sjögren) - ベース (1995 - 2005)
- トビアス・ビョーク  (Tobias Björk) - ドラム (1995 - 2001)

ケイオス・フィーズ・ライフでも活動。

### セッション・メンバー
- マティアス・ホルムグレン (Mattias Holmgren) - ボーカル

1stデモ『Within Reach』に参加。
ナグルファー、エンブレイシング、Azureで活動。

## ディスコグラフィ

### アルバム
- 2001年 Timeless Departure
- 2003年 Mind Revolution
- 2004年 Spectral
- 2009年 Esoteric

### デモ・EP
- 1998年 Within Reach (Demo)
- 2000年 The Final Story (Demo)
- 2003年 Haunted by Shadows (EP)
- 2009年 Fractal (Digital-EP)
- 2012年 Promo2012 (Demo)
- 2017年 Liberation in Death (EP)